# Línea McMahon

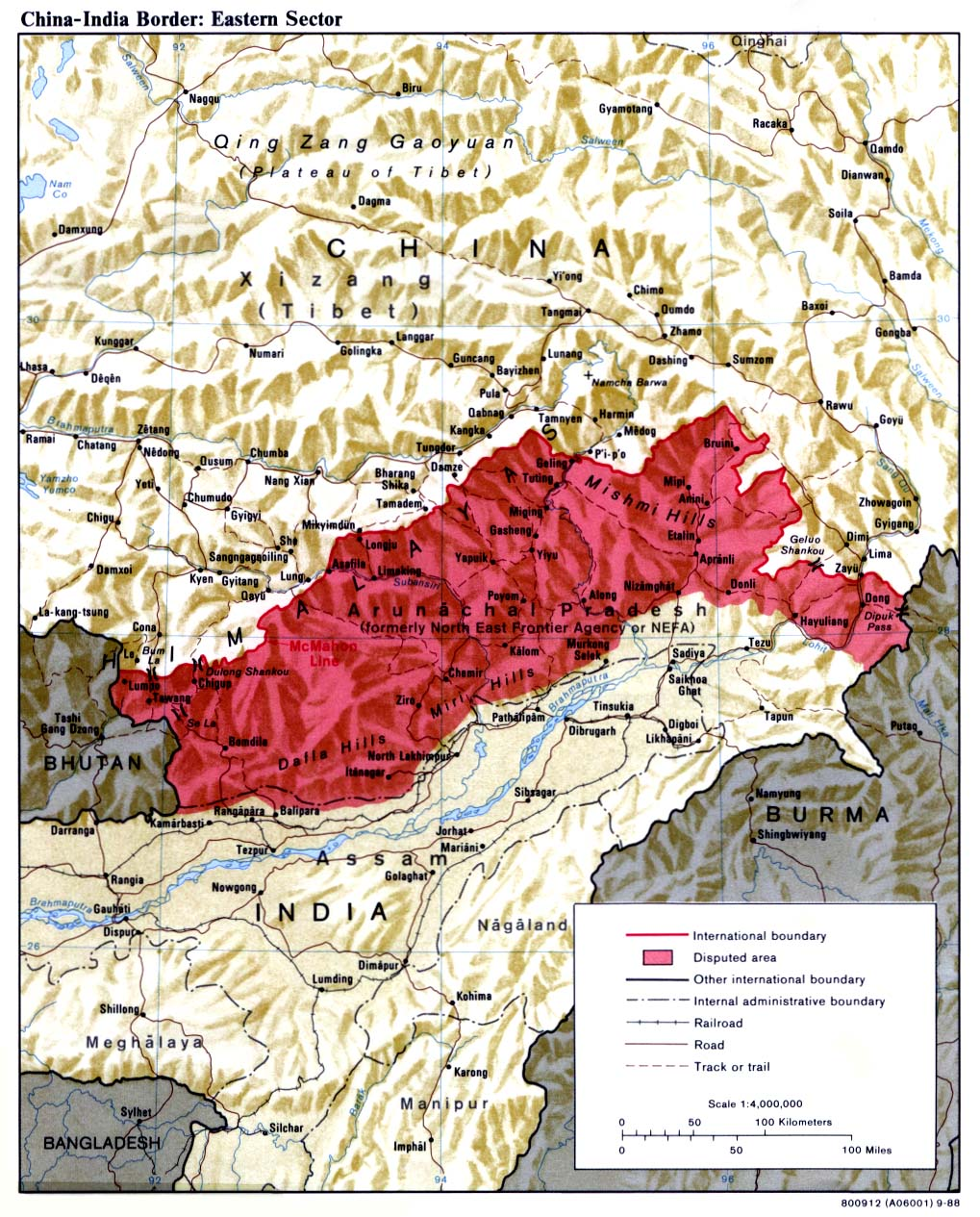
La Línea McMahon forma la frontera norte de un área (mostrada en rojo) en el Himalaya oriental administrada por India pero reclamada por China. El área fue el objeto de la guerra chino-india de 1962.

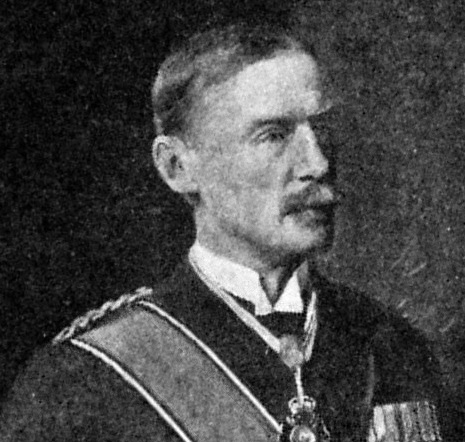
Henry McMahon

La Línea McMahon es una línea acordada por Reino Unido y el Tíbet (1912-1951) como parte del Acuerdo de Simla, un tratado firmado en 1914. Es la frontera efectiva entre la China y la India, aunque su situación legal no es reconocida por el gobierno chino.
La línea recibe su nombre por Sir Henry McMahon, secretario de exteriores del Raj, el gobierno colonial británico de la India, y jefe negociador de la convención. Se extiende a lo largo de 885 km, desde Bután por el oeste, hasta 257 km al este de la gran curva del río Brahmaputra por el este, en gran parte a lo largo de la cresta del Himalaya. Simla (junto con la línea McMahon) fue inicialmente rechazada por el Gobierno de la India como incompatible con la convención anglo-rusa de 1907. Esta convención fue denunciada por ambas partes en 1921. Después de Simla, la línea McMahon fue olvidada hasta 1935, cuando el funcionario del servicio civil británico Olaf Caroe convenció al gobierno para publicar la convención de Simla y usar la línea en mapas oficiales.
La línea McMahon es considerada por India como la frontera nacional legal. Está disputada por China. Tan recientemente como en 2003, el Dalai Lama afirmó que la región en disputa era parte del Tíbet, pero cambió su postura en 2008, reconociendo la legitimidad de las reclamaciones indias sobre la región.
China rechaza el acuerdo de Simla, objetando que el gobierno tibetano no era soberano y por lo tanto no tenía capacidad para firmar tratados. Los mapas chinos muestran 65 000 km² del territorio al sur de la línea como parte de la Región Autónoma del Tíbet, llamada como Sur del Tíbet por China. Fuerzas chinas ocuparon brevemente esta área durante la guerra chino-india de 1962-63. China sí reconoce una línea actual de control que incluye una parte de la "así llamada línea McMahon" en la parte oriental de su frontera con India, de acuerdo con una nota diplomática de 1959 del Primer Ministro Zhou Enlai.

## Historia

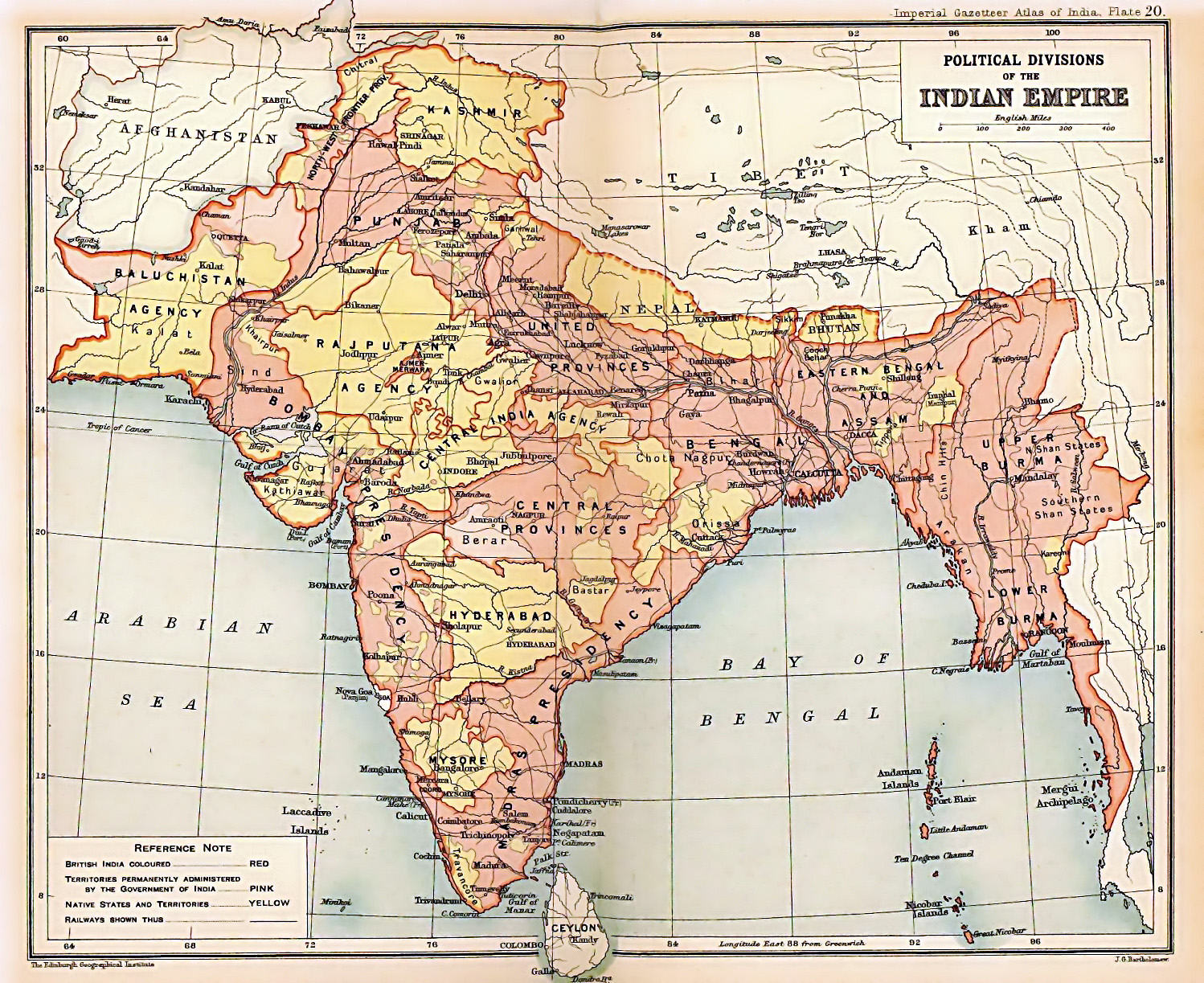
Mapa extraído de Imperial Gazetteer of India, Oxford University Press, 1909. Muestra la "línea exterior" como frontera en la parte oriental, arriba a la derecha.

### Trazando la línea
Los esfuerzos iniciales británicos para crear una frontera en este sector fueron desencadenados por su descubrimiento a mediados del siglo XIX de que Tawang, una importante ciudad comercial, era territorio tibetano. En 1873, el gobierno británico de la India trazó una "línea exterior", que debería servir como frontera internacional. Esta línea sigue la alineación de las faldas del Himalaya, aproximadamente lo que ahora es el límite sur de Arunachal Pradesh. Gran Bretaña firmó tratados con Beijing acerca de las fronteras del Tíbet con Birmania y Sikkim. Sin embargo, Tíbet se negó a reconocer las fronteras trazadas por esos tratados.[cita requerida] Fuerzas británicas dirigidas por Sir Francis Younghusband invadieron Tíbet en 1904 e impusieron un tratado a los tibetanos. En 1907, Gran Bretaña y Rusia reconocieron la soberanía china sobre el Tíbet y ambas naciones "se comprometen a no entrar en negociaciones con Tibet, excepto a través del Gobierno Chino como intermediario."
El interés británico en las áreas fronterizas fue renovado cuando el gobierno Qing envió fuerzas militares para establecer la administración china del Tíbet (1910–12). Una expedición militar británica fue enviada a lo que hoy es Arunachal Pradesh y la North East Frontier Tracts(NEFT) fue creada para administrar el área (1912). En 1912-13, esta agencia alcanzó acuerdos con los líderes tribales que gobernaban la mayor parte de la región.[cita requerida] La "línea exterior" fue movida hacia el norte, pero Tawang siguió como territorio tibetano. Tras la caída de la dinastía Qing en China, Tíbet expulsó a todas las tropas y funcionarios chinos, y se autoproclamó independiente (1913).
En 1913, funcionarios británicos mantuvieron una conferencia en Simla, India para discutir el status del Tíbet. A la conferencia asistieron representantes de Gran Bretaña, China, y Tíbet. El "Tibet Exterior", que cubría aproximadamente la misma área que la actual "Región Autónoma del Tibet," estaría bajo la administración del gobierno del Dalai Lama, así como bajo la “suzerainty” de China. Suzerainty era un concepto colonial que indicaba una autoridad limitada sobre un estado dependiente: una forma de protectorado que normalmente implicaba que los asuntos exteriores del territorio eran manejados por el país "protector". El acuerdo final del 3 de julio de 1914 carecía de delimitaciones de fronteras o descripciones de tipo textual. Hacía referencia a un mapa a pequeña escala con muy poco detalle, que fundamentalmente mostraba 2 líneas, una separando China del "Tibet Interior" y otra a éste del "Tibet Exterior". Este mapa carecía de iniciales o firmas del plenipotenciario chino, Ivan Chen; sin embargo, Chen sí había firmado un croquis anterior similar del día 27 de abril.
Ambos bocetos de este mapa de pequeña escala extienden la misma línea roja entre el "Tibet Interior" y China más en dirección suroeste, aproximándose al trazado completo de la línea, y así, finalizando cerca de Tawang en la triple intersección fronteriza con Bután. Sin embargo, ninguno de los bocetos tiene rótulos que señalen como "India británica" o algo similar el área que ahora constituye Arunachal Pradesh.
El mucho más detallado mapa de escala 8 millas por pulgada de la línea McMahon de fecha 24-25 de marzo de 1914 está firmado solo por los representantes tibetano y británico. Este mapa y las negociaciones sobre la línea se realizaron sin participación china. Después de que Beijing repudiase Simla, los delegados británico y tibetano adjuntaron una nota negando a China ningún privilegio bajo el tratado y lo firmaron como un acuerdo bilateral.

### Intentos británicos de imponer la línea
Simla fue inicialmente rechazada por el gobierno británico de la India, por ser incompatible con la convención anglo-rusa de 1907. A Collection of Treaties de C.U. Aitchison, fue publicada con una nota afirmando que ningún acuerdo vinculante había sido alcanzado en Simla. Rusia y Gran Bretaña renunciaron de forma conjunta a la convención anglo-rusa en 1921, pero la línea McMahon quedó olvidada hasta 1935, cuando el interés por ella fue reavivado por el funcionario del servicio civil Olaf Caroe. En el Survey of India se publícó un mapa mostrando a la línea como frontera oficial en 1937. En 1938, los británicos publicaron el acuerdo de Simla en los Treaties de Aitchison. El volumen publicado inicialmente fue eliminado de las bibliotecas y reemplazado con uno nuevo que incluía el texto del acuerdo junto con una nota del editor que afirmaba que Tíbet y Gran Bretaña, pero no China, aceptaban el acuerdo como vinculante. En el nuevo volumen figura, falsamente, 1929 como fecha de publicación.
En abril de 1938, una pequeña fuerza británica mandada por el capitán G.S. Lightfoot llegó a Tawang e informó al monasterio local que el distrito era a partir de entonces territorio indio. El gobierno tibetano protestó y su autoridad fue restablecida tras la breve estancia de Lightfoot. El distrito permaneció en manos tibetanas hasta 1951. Sin embargo, Lhasa no puso objeción a la actividad británica en otros sectores de la línea McMahon. En 1944, la NEFT estableció su control administrativo directo sobre la totalidad del área que le había sido asignada, aunque Tíbet pronto recuperó su autoridad en Tawang. En 1947, el gobierno tibetano dirigió una nota al ministro indio de asuntos exteriores, presentando una reclamación sobre los distritos tibetanos al sur de la línea McMahon. En Pekín, el Partido Comunista llegó al poder en 1949 y declaró su intención de "liberar" Tíbet. India, que se había independizado en 1947, respondió declarando que la línea McMahon era su frontera y afirmando decisivamente su control sobre el área de Tawang (1950–51).

### Disputa fronteriza entre India y China
Durante los años 50, las relaciones entre India y China eran cordiales y la disputa fronteriza, tranquila. El gobierno Indio del primer ministro Jawaharlal Nehru promovió el eslogan Hindi-Chini bhai-bhai. (India y China son hermanos). Zhou Enlai ofreció aceptar la línea McMahon en 1956, [cita requerida], pero solo en el contexto de una negociación de fronteras entre iguales, porque simplemente aceptar la frontera británica dejaría el estigma de un tratado desigual y dañaría el orgullo chino. Nehru mantuvo su afirmación de 1950, de que no aceptaría negociaciones si China sacaba el tema de la disputa fronteriza, con la esperanza de que "China aceptaría el fait accompli. En 1954, India cambió el nombre del área en disputa por North East Frontier Agency.
India reconoció que el Tíbet era parte de China y cedió sus derechos extraterritoriales sobre Tíbet heredados de los británicos en un tratado concluido en abril de 1954. Nehru posteriormente declaró que puesto que China no presentó la disputa fronteriza en la conferencia, la cuestión quedaba resuelta, pero la única frontera que India había delineado antes de la conferencia era la línea McMahon. Varios meses después de la conferencia, Nehru ordenó la publicación de mapas de India que mostraban reclamaciones territoriales expansivas indias como fronteras definitivas, notablemente en Aksai Chin. En el sector de la NEFA, los nuevos mapas emplearon las cumbres montañosas como frontera, aunque en algunos lugares esa línea está ligeramente más al norte de la línea McMahon.
El fracaso de la insurrección del Tíbet de 1959 y la llegada del 14º Dalai Lama a India en marzo condujo a los parlamentarios indios a censurar a Nerhu por no asegurar un compromiso chino de respetar la línea McMahon. Adicionalmente, la prensa india comenzó a abogar abiertamente por la independencia del Tíbet. Nehru, buscando afirmar soberanía rápidamente como respuesta, estableció "tantos puestos militares a lo largo de la frontera como sea posible", sin anunciarlo y en contra del consejo de sus asesores. Al descubrir los puestos, y ya recelosos por las elucubraciones de la prensa india, los líderes chinos empezaron a sospechar que Nerhu tenía planes para la región. En agosto de 1959, tropas chinas capturaron un puesto de vigilancia indio en Longju, 4,8 km al sur de la línea McMahon, de acuerdo con la base de datos Geonames de la (National Geospatial-Intelligence Agency). En una carta a Nehru fechada el 24 de octubre de 1959, Zhou Enlai propuso que India y China retirasen sus fuerzas 20 km desde la línea de control actual (LAC). Poco después, Zhou definió dicha línea como "la así llamada línea McMahon al este y la línea hasta la cual cada bando ejerce control efectivo al oeste".
En noviembre de 1961, Nehru adoptó formalmente la "Forward Policy" instalando puestos militares de vigilancia en las áreas en disputa, incluyendo 43 puestos al norte de la LAC de Zhou Enlai. El líder chino Mao Zedong, en esta ocasión debilitado por el fracaso del Gran Salto Adelante, vio la guerra como un medio de reafirmar su autoridad. El 8 de septiembre de 1962, una unidad china atacó un puesto indio en Dhola en la sierra de Thagla, tres kilómetros al norte de la línea McMahon. El 20 de octubre China lanzó un gran ataque a través de la línea así como otro más al norte. La guerra chino-india que siguió supuso una humillación nacional para India, con China avanzando rápidamente 90 km desde la línea McMahon hasta Rupa y después Chaku (65 km al sudoeste de Tawang) en el extremo oeste de la NEPA, y avanzando 30 km hasta Walong en el extremo este de la NEFA. La URSS, los EE.UU. y Gran Bretaña prometieron ayuda militar a India. China entonces se retiró a la línea McMahon y repatrió a los prisioneros de guerra hindúes en 1963.
NEFA fue renombrada como Arunachal Pradesh en 1972; mapas chinos se refieren al área como Tíbet del Sur. En 1981, el líder chino Deng Xiaoping ofreció a la India un "acuerdo de asentamiento" del tema fronterizo. Ocho rondas de negociación siguieron, pero sin acuerdo.
En 1984, el personal de la Oficina de Inteligencia de la India en la región de Tawang estableció un puesto de observación en el Valle Sumdorong Chu, justo al sur de la cresta más alta de la colina, pero a tres kilómetros al norte de la Línea McMahon (la porción de línea recta que se extiende al este desde Bután durante 30 millas). El área fue abandonada antes del invierno. En 1986, China desplegó tropas en el valle antes de que llegara un equipo indio. Esta información creó un alboroto nacional cuando se reveló al público indio. En octubre de 1986, Deng amenazó con "dar una lección a India". El ejército indio transportó en avión una fuerza especial al valle. Sin embargo, la confrontación fue calmada en mayo de 1987 aunque, como es claramente visible en Google Earth, ambos ejércitos se han mantenido y la construcción reciente de carreteras e instalaciones son visibles.
El primer ministro de la India, Rajiv Gandhi visitó China en 1988 y acordó un grupo de trabajo conjunto sobre temas de límites que ha hecho un aparente poco progreso positivo. Un acuerdo chino-indio de 1993 estableció un grupo para definir LAC; este grupo tampoco ha progresado. Un acuerdo chino-indio de 1996 estableció "medidas de fomento de la confianza" para evitar enfrentamientos fronterizos. Aunque ha habido incidentes frecuentes en los que un estado ha acusado al otro de incursiones, causando encuentros tensos a lo largo de la Línea McMahon después de la prueba nuclear de India en 1998 y continuando hasta el presente, ambas partes generalmente lo atribuyen a desacuerdos de menos de un kilómetro en cuanto a ubicación exacta de LAC.

## Further reading
- Why China is playing hardball in Arunachal by Venkatesan Vembu, Daily News & Analysis, May 13, 2007
- China, India, and the fruits of Nehru's folly by Venkatesan Vembu, Daily News & Analysis, June 6, 2007

- Datos: Q1354172
- Multimedia: McMahon Line / Q1354172